# James Hamilton, V duca di Abercorn
James Hamilton, V duca di Abercorn (Londra, 4 luglio 1934), è un nobile e politico britannico.

## Biografia

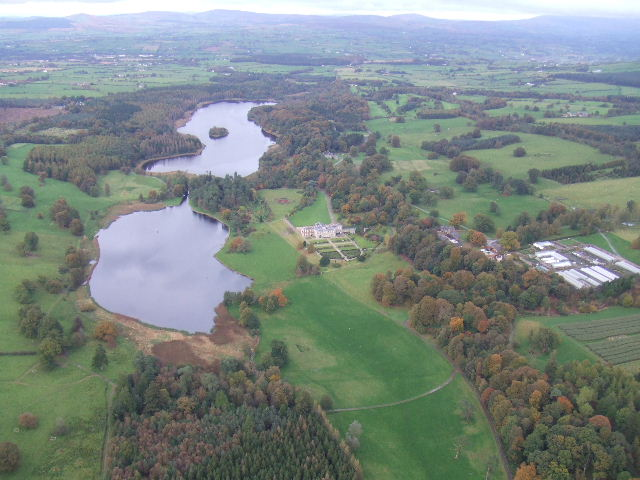
Baronscourt, vicino Newtownstewart, contea di Tyrone.

James Hamilton è nato il 4 luglio 1934 ed è il figlio di James Hamilton, IV duca di Abercorn, e Lady Mary Crichton, figlia del tenente colonnello Henry William Crichton, visconte Crichton (1872 - 1914) e nipote di John Crichton, IV conte Erne.
Ha studiato all'Eton College e al Royal Agricultural College di Cirencester. Nel 1952 è entrato nelle Grenadier Guards. Nel 1964 è stato eletto deputato per Fermanagh e South Tyrone con il Partito Unionista dell'Ulster. È succeduto a suo cognato, Lord Rober Grosvenor (in seguito duca di Westminster). Nel 1966 è stato rieletto. Nel 1970 è stato sconfitto da Frank McManus che gli è succeduto. Lo stesso anno è stato alto sceriffo di Tyrone.
Il 4 giugno 1979, alla morte del padre, è diventato duca di Abercorn. Dal 1986 al 2009 è stato lord luogotenente della contea di Tyrone. Nel 1999 è stato nominato cavaliere dell'Ordine della Giarrettiera. È stato anche colonnello delle Irish Guards dal 2000 al 2008 e Lord Steward dal 2001 al 2009.
Possiede più di 15 000 acri di terreno (circa 61 km2). La sua residenza ufficiale è Baronscourt, vicino a Newtownstewart, nella contea di Tyrone. Il titolo di duca di Abercorn è parte della paria d'Irlanda e fino al 1999 aveva diritto a sedere nella Camera dei lord con il suo titolo sussidiario di marchese di Abercorn, quest'ultimo appartenente alla paria di Gran Bretagna. 
Dal 17 ottobre 2012  al 18 giugno 2024 è stato cancelliere dell'Ordine della Giarrettiera.

## Vita personale
Nel 1966 ha sposato Alexandra Anastasia "Sacha" Phillips (27 febbraio 1946 - 9 dicembre 2018), figlia maggiore del tenente colonnello Harold Pedro Joseph Phillips (1909 - 1980) e di Georgina Wernher (1919 - 2011), figlia maggiore di Sir Harold Wernher, III baronetto. È la sorella maggiore di Natalia Grosvenor, duchessa di Westminster. Il duca e la duchessa di Abercorn hanno due figli e una figlia:
- James Harold Charles Hamilton, marchese di Hamilton (nato il 19 agosto 1969),[5] sposatosi il 7 maggio 2004 presso la cappella delle guardie di Wellington Barracks con Tanya Marie Nation (nata a Neuilly-sur-Seine il 30 aprile 1971), figlia maggiore di Douglas Percy Codrington Nation (Rawalpindi, 12 febbraio 1942 - New York, 2 settembre 2001), senior managing director di Bear Stearns International Ltd. e di sua moglie Barbara "Bobbie" Anne Brookes (nata nel 1940).[6][7][8][9][10] Hanno due figli: James Alfred Nicholas Hamilton, visconte Strabane (nato il 30 ottobre 2005)[5] e Lord Claud Douglas Harold Hamilton (nato il 12 dicembre 2007).
- Lady Sophia Alexandra Hamilton (nata l'8 giugno 1973),[5] modella prima del 1996. Nel 2002 ha sposato il giornalista di guerra inglese Anthony Loyd. Il matrimonio, dalla quale non sono nati figli, è stato sciolto nel 2005.[5] Lady Sophia è fidanzata con Hashem Arouzi dal 2013.[11] Attualmente è co-designer per l'etichetta di moda Hamilton-Paris.[12]
- Lord Nicholas Edward Claud Hamilton (nato il 5 luglio 1979).[5] Sposato il 30 agosto 2009 con Tatiana Kronberg, figlia di Evgeni Kronberg. Hanno una figlia, Valentina, nata nel 2010.[13]

È anche parente di Diana Spencer, essendo primo cugino di suo padre John Spencer, VIII conte Spencer. Suo padre inoltre era il fratello della nonna di Diana, Cynthia Hamilton. Le loro altezze reali il duca di Cambridge, il principe duca di Sussex, il principe George di Cambridge, la principessa Charlotte di Cambridge e il principe Louis di Cambridge sono suoi lontani cugini.

## Ascendenza
|                                              |                                     |                                           | Genitori                                          |  |  | Nonni |  |  | Bisnonni                               |  |  | Trisnonni                              |  |
|                                              |                                     |                                           |                                                   |  |  |       |  |  | 8. James Hamilton, II duca di Abercorn |  |  | 16. James Hamilton, I duca di Abercorn |  |
|                                              |                                     |                                           |                                                   |  |  |       |  |  | 8. James Hamilton, II duca di Abercorn |  |  | 16. James Hamilton, I duca di Abercorn |  |
|                                              |                                     | 17. Louisa Jane Russell                   |                                                   |  |  |       |  |  | 8. James Hamilton, II duca di Abercorn |  |  |                                        |  |
| 4. James Hamilton, III duca di Abercorn      |                                     |                                           |                                                   |  |  |       |  |  | 8. James Hamilton, II duca di Abercorn |  |  |                                        |  |
|                                              |                                     | 9. Mary Anne Curzon-Howe                  | 18. Richard Curzon-Howe, I conte di Howe          |  |  |       |  |  |                                        |  |  |                                        |  |
|                                              |                                     | 9. Mary Anne Curzon-Howe                  | 18. Richard Curzon-Howe, I conte di Howe          |  |  |       |  |  |                                        |  |  |                                        |  |
|                                              |                                     | 9. Mary Anne Curzon-Howe                  | 19. Anne Gore                                     |  |  |       |  |  |                                        |  |  |                                        |  |
| 2. James Hamilton, IV duca di Abercorn       |                                     | 9. Mary Anne Curzon-Howe                  |                                                   |  |  |       |  |  |                                        |  |  |                                        |  |
|                                              |                                     | 10. Charles Bingham, IV conte di Lucan    | 20. George Bingham, III conte di Lucan            |  |  |       |  |  |                                        |  |  |                                        |  |
|                                              |                                     | 10. Charles Bingham, IV conte di Lucan    | 20. George Bingham, III conte di Lucan            |  |  |       |  |  |                                        |  |  |                                        |  |
|                                              |                                     | 10. Charles Bingham, IV conte di Lucan    | 21. Anne Brudenell                                |  |  |       |  |  |                                        |  |  |                                        |  |
| 5. Rosalind Bingham                          |                                     | 10. Charles Bingham, IV conte di Lucan    |                                                   |  |  |       |  |  |                                        |  |  |                                        |  |
|                                              |                                     | 11. Cecilia Catherine Gordon-Lennox       | 22. Charles Gordon-Lennox, V duca di Richmond     |  |  |       |  |  |                                        |  |  |                                        |  |
|                                              |                                     | 11. Cecilia Catherine Gordon-Lennox       | 22. Charles Gordon-Lennox, V duca di Richmond     |  |  |       |  |  |                                        |  |  |                                        |  |
|                                              |                                     | 11. Cecilia Catherine Gordon-Lennox       | 23. Caroline Paget                                |  |  |       |  |  |                                        |  |  |                                        |  |
| 1. James Hamilton, V duca di Abercorn        |                                     | 11. Cecilia Catherine Gordon-Lennox       |                                                   |  |  |       |  |  |                                        |  |  |                                        |  |
|                                              | 12. John Crichton, IV conte di Erne | 24. John Crichton, III conte di Erne      |                                                   |  |  |       |  |  |                                        |  |  |                                        |  |
|                                              | 12. John Crichton, IV conte di Erne | 24. John Crichton, III conte di Erne      |                                                   |  |  |       |  |  |                                        |  |  |                                        |  |
|                                              | 12. John Crichton, IV conte di Erne | 25. Selina Griselda Beresford             |                                                   |  |  |       |  |  |                                        |  |  |                                        |  |
| 6. Henry William Crichton, visconte Crichton | 12. John Crichton, IV conte di Erne |                                           |                                                   |  |  |       |  |  |                                        |  |  |                                        |  |
|                                              |                                     | 13. Florence Mary Cole                    | 26. William Cole, III conte di Enniskillen        |  |  |       |  |  |                                        |  |  |                                        |  |
|                                              |                                     | 13. Florence Mary Cole                    | 26. William Cole, III conte di Enniskillen        |  |  |       |  |  |                                        |  |  |                                        |  |
|                                              |                                     | 13. Florence Mary Cole                    | 27. Jane Casamaijor                               |  |  |       |  |  |                                        |  |  |                                        |  |
| 3. Mary Kathleen Crichton                    |                                     | 13. Florence Mary Cole                    |                                                   |  |  |       |  |  |                                        |  |  |                                        |  |
|                                              |                                     | 14. Hugh Grosvenor, I duca di Westminster | 28. Richard Grosvenor, II marchese di Westminster |  |  |       |  |  |                                        |  |  |                                        |  |
|                                              |                                     | 14. Hugh Grosvenor, I duca di Westminster | 28. Richard Grosvenor, II marchese di Westminster |  |  |       |  |  |                                        |  |  |                                        |  |
|                                              |                                     | 14. Hugh Grosvenor, I duca di Westminster | 29. Elizabeth Leveson-Gower                       |  |  |       |  |  |                                        |  |  |                                        |  |
| 7. Mary Cavendish Grosvenor                  |                                     | 14. Hugh Grosvenor, I duca di Westminster |                                                   |  |  |       |  |  |                                        |  |  |                                        |  |
|                                              |                                     | 15. Katherine Caroline Cavendish          | 30. George Cavendish, II barone Chesham           |  |  |       |  |  |                                        |  |  |                                        |  |
|                                              |                                     | 15. Katherine Caroline Cavendish          | 30. George Cavendish, II barone Chesham           |  |  |       |  |  |                                        |  |  |                                        |  |
|                                              |                                     | 15. Katherine Caroline Cavendish          | 31. Henrietta Frances Lascelles                   |  |  |       |  |  |                                        |  |  |                                        |  |
|                                              |                                     | 15. Katherine Caroline Cavendish          |                                                   |  |  |       |  |  |                                        |  |  |                                        |  |